# Federico Gastaldi
Federico Gastaldi – argentyński przedsiębiorca, wiceszef Lotusa w Formule 1.

## Życiorys
Federico Gastaldi w 1990 roku rozpoczął pracę w Benetton Group w Argentynie. W latach 90. przyczynił się do powrotu toru Autódromo Oscar Alfredo Gálvez do Formuły 1. Pracował w projekcie toru wyścigowego Circuit of the Balearic Islands, gdzie był pośrednikiem w rozmowach z Bernie Ecclestone’em. Pracował także w zespole Benetton Formula. Wraz z firmą Genii Capital pracował nad kilkoma projektami w Republice Południowej Afryki. W 2010 roku dołączył do Lotusa (wtedy Renault), gdzie był m.in. dyrektorem rozwoju biznesowego. Podczas Grand Prix Australii w 2014 roku został wiceszefem zespołu, zastępując szefa Érika Boulliera wraz z Gérardem Lopezem pełni jego obowiązki.

## Życie prywatne
Jest najmłodszym synem argentyńskiego dyplomaty Marcosa Gastaldiego (był konsulem w Urugwaju), który zginął w wypadku samochodowym, ma siedmiu braci.